# Stíhač tanků

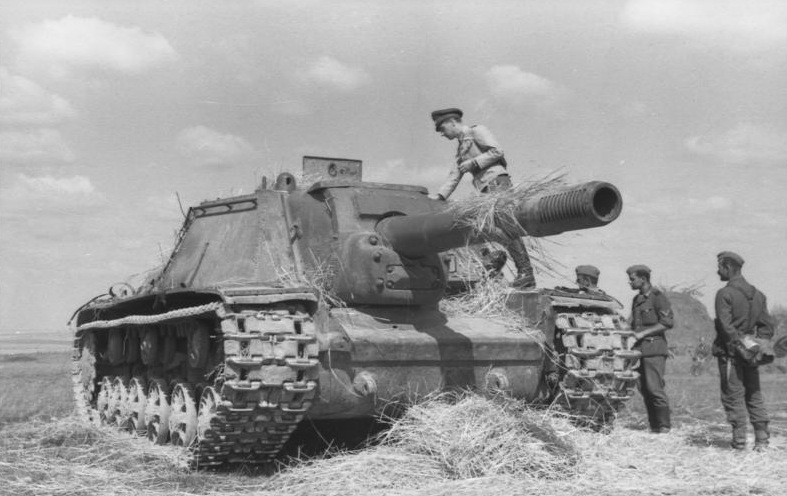
Sovětský stíhač tanků SU-152

Stíhač tanků je bojové vozidlo určené pro boj proti tankům, případně jiné obrněné technice nepřítele. Existují dva základní ideové přístupy k jejich konstrukci: silná verze a rychlá verze.

## Silná verze
Velkého rozmachu dosáhla během druhé světové války, zejména v armádách nacistického Německa a sovětské Rudé armádě, kde šlo o pásové vozidlo vyzbrojené dělem, které však na rozdíl od tanku nebylo umístěno v otočné věži, ale v pevné korbě.
Typický stíhač tanků měl dělo větší ráže a silnější čelní pancíř než tank odpovídající váhové kategorie. Pro lepší obranu proti nepřátelské palbě ve stabilních pozicích i střetném boji míval zpravidla nižší siluetu a ostře zkosené čelo nástavby. Velikou nevýhodu představoval velmi omezený pohyb děla.

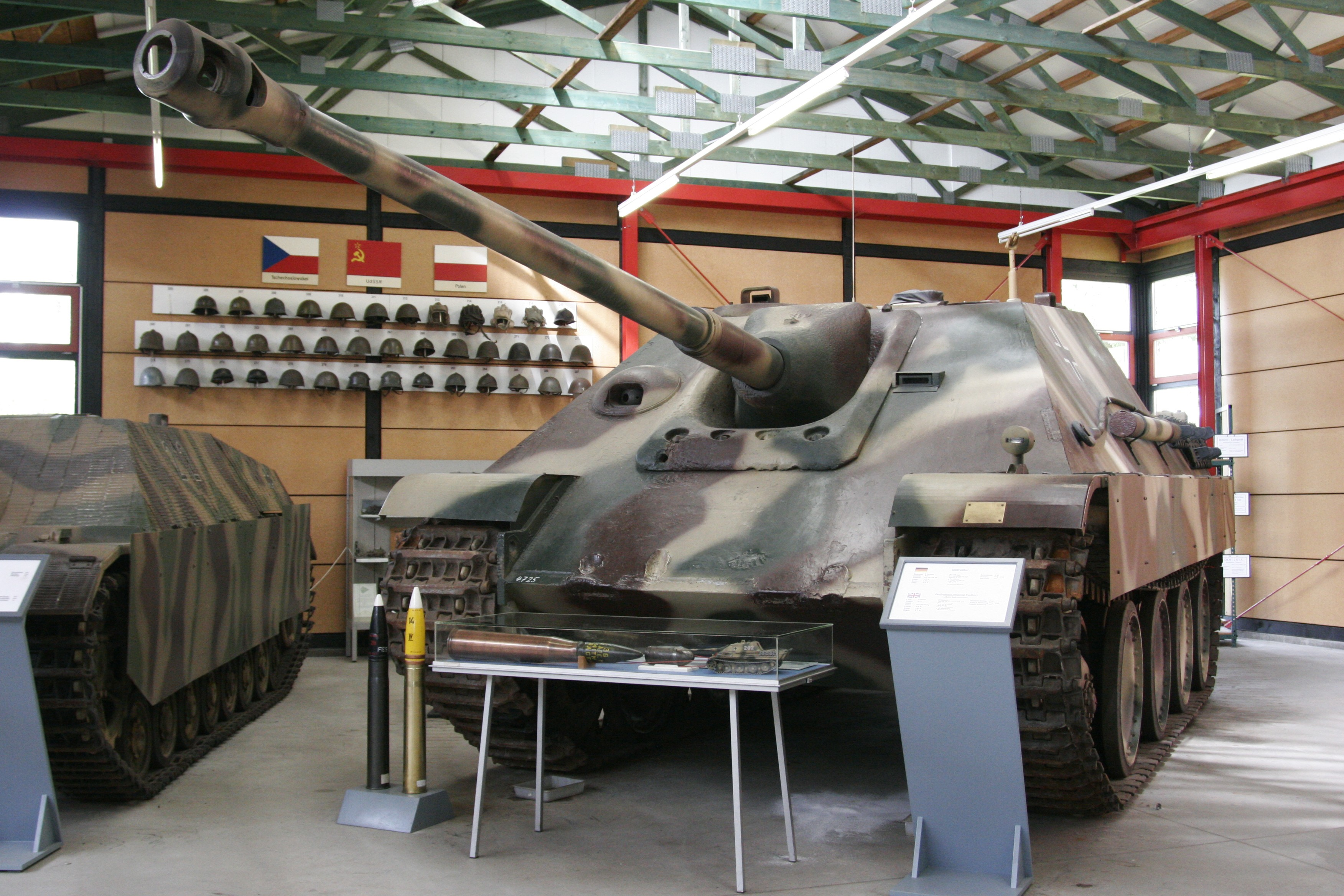
Německý Jagdpanther

Existovaly tři základní způsoby, pro jejichž použití byl stavěn: přepad ze zálohy, obrana v předem připravených pozicích a boj na velkou vzdálenost. Naopak bylo nanejvýš žádoucí, aby se vyhýbal manévrovacímu boji na krátkou a raději i střední vzdálenost, neboť omezený pohyb hlavně kanónu a nutnost natáčet se při palbě čelem k cíli jej v tomto případě značně znevýhodňovala. U těžkých stíhačů tanků (Elefant, Jagdtiger, Jagdpanther, SU-122 a SU-152) se předpokládalo ještě použití při útoku proti opevněným pozicím.
Americké pojetí stíhačů tanků bylo odlišné – jednalo se o protitanková děla umístěná v lehce obrněné, seshora otevřené (někdy je z tohoto důvodu používán výraz barbeta), otočné věži na samohybném podvozku. Jejich ochranou nemělo být pancéřování, ale pohyblivost (mobilita), rychlost a využití terénu. Z taktického hlediska byl důraz kladen na jejich nasazení při přepadech ze zálohy.
Jejich výhodou bylo, že postrádaly slabiny německého a ruského pojetí, které se projevovaly při střetnutí na „blízko“, na druhé straně neměly ani žádnou z výhod německé či ruské konstrukce a při čelním boji nebyl obvykle pro těžké (a leckdy i střední) tanky (Panther, Tiger I) rovnocenným soupeřem. Výjimku představoval stroj M36 Jackson s 90 mm kanónem, který byl urychleně vyvinut právě proto, aby nahradil své neúspěšné předchůdce (hlavně M10 Wolverine).[zdroj⁠?!]
Silná verze stíhačů tanků se dnes nepoužívá, byla nahrazena vrtulníky, pěchotními protitankovými zbraněmi a rychlou verzí.

## Rychlá verze

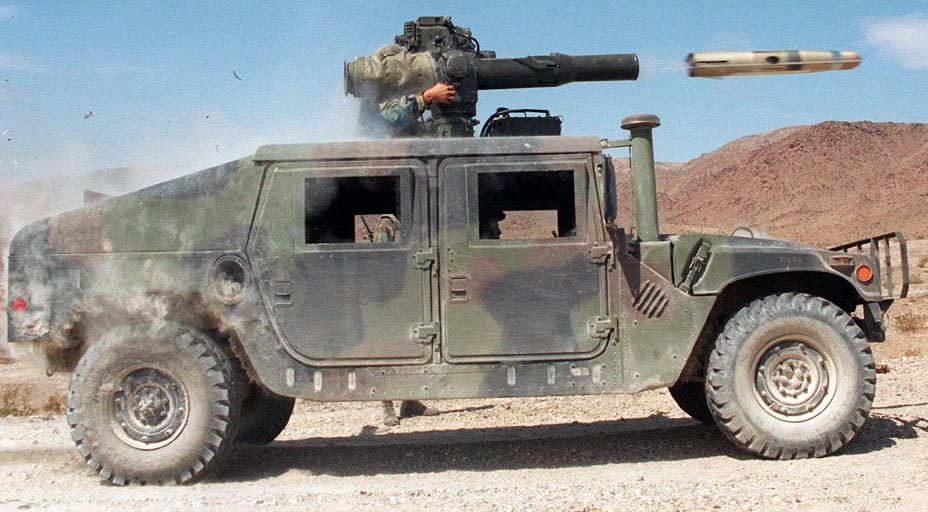
Rychlá verze stíhače tanků, základem je vozidlo Humvee s protitankovými raketami TOW

Rychlá verze stíhačů tanků představuje zásadně odlišnou koncepci. Jedná se o lehce pancéřované rychlé stroje (jen málokdy pásové), zpravidla odvozené z lehkých obrněných vozidel nebo džípů. Jejich úkolem je objíždět tankové formace nepřítele a útočit na tanky zezadu, nebo podnikat rychlé přepady odpočívajících tankových skupin a skupinek.

## Stíhače tanků druhé světové války

### Německo

#### Improvizované
Pod pojmem improvizované stíhače tanků jsou uváděny různé narychlo sestavené konstrukce, které postrádaly ucelenou koncepci a některé základní vlastnosti vyžadované od stíhače. To ovšem neznamená, že nebyly na bojišti úspěšné, jejich použití to ovšem značně omezovalo.
- Panzerjäger I
- Ferdinand (později Elefant)
- Nashorn
- Marder (Marder I, Marder II, Marder III)

#### Moderní

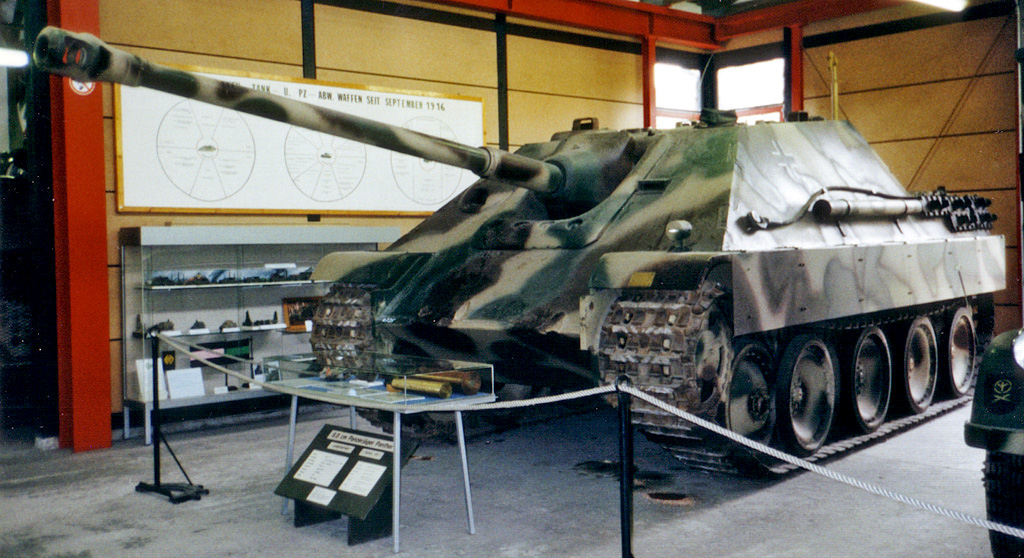
Jagdpanther

Jako moderní se rozumí konstrukce budované primárně jako stíhač tanků, které splňovaly veškeré požadavky svého určení. Snad s výjimkou Jagdtigera je lze hodnotit jako velmi úspěšné.[zdroj⁠?!]
- Hetzer
- Jagdpanzer IV
- Jagdpanther
- Jagdtiger

### Sovětský svaz
Rané ruské stíhače tanků nebyly příliš úspěšné. Rusové je sice konstruovali už primárně (nešlo o přestavby), ale zjevně měli potíže s pochopením celé koncepce a navíc se z počátku snažili vyrobit stroje až příliš mnohoúčelové.[zdroj⁠?!] První rozšířený typ (SU-76) byl vyhodnocen jako nepříliš úspěšný, následující stroje však už zúročily předchozí zkušenosti. Stroje SU-122 a SU-152 už byly opravdu prvotřídní.
- SU-76
- SU-85
- SU-100
- SU-122
- SU-152
- ISU-152 Zvěroboj (zabiják zvířat)

### Spojené státy americké
Jak již bylo řečeno, americký stíhač tanků (tank destroyer) byl samohybným protitankovým dělem na lehce obrněném podvozku.
Začátkem války byl, zejména k výcviku nasazován i improvizovaný stíhač tanků M6 (37mm protitankové dělo M3 na neobrněném užitkovém voze Dodge WC-55), a v bojových akcích v Alžírsku a Tunisku polopásový M3 GMC (75mm dělo M1897A5 na polopásovém obrněném transportéru M3). Za první skutečné vozidlo kategorie tank destroyer je tak považováno až M10 GMC, jež ale bylo urychleně vyvinuto jako dříve dostupná alternativa ve vývoji zpožděného M18 GMC (za použití osvědčeného podvozku tanku M4 Sherman), a zůstává stále spíše nouzovou konstrukcí, nesplňující zcela technické představy Tank Destroyer Command.Specializovaný stíhač tanků M18 GMC sice tyto podmínky splňoval, ale v době bojů po vylodění v Normandii jeho dělo ráže 76 mm již plně nevyhovovalo pro boj s tanky Panther a Tiger ausf. B, které se v té době začaly objevovat na bojišti ve větších počtech, a dalším typem stíhače tanků, který americká armáda zavedla do výzbroje během druhé světové války se tak stal M36 GMC, v zásadě modifikovaný M10A1 přezbrojený 90mm kanonem M3 v upravené věži.
- M10 Wolverine
- M18 Hellcat
- M36 Jackson

## Stíhače tanků v Československu po roce 1945
Po druhé světové válce používala Československá armáda kořistní německé stíhače tanků Jägdpanzer 38 - Hetzer, přeznačené jako ST I a Marder III, které byly přeznačeny jako ST II. V Československu též zůstalo 12 kusů stíhačů typu Nashorn. Dále se od roku 1953 v ČKD v Praze, od roku 1954 v Martině na Slovensku vyráběla v licenci samohybná děla SU-100 pod čs. názvem SD-100, která byla vyvážena i do zahraničí. Dalším stíhačem tanků byl obrněný transportér OT-810D, který vznikl lafetací bezzákluzového kanonu vzor 59 ráže 82 mm na podvozku transportéru OT-810. Stejným způsobem vznikl i stíhač tanků OT-62D, když kanón vzor 59 byl umístěn na obrněný transportér OT-62 Topas. Modernějšími stíhači tanků jsou 9P133 a 9P148, které jsou kombinací obrněného transportéru BRDM-2 a odpalovacího zařízení protitankových řízených střel AT-3 resp. AT-5.